# Gideon Ståhlberg
Anders Gideon Tom Ståhlberg, född 26 januari 1908 i Nödinge, död 26 maj 1967 i Leningrad, Sovjetunionen, var en svensk internationell stormästare i schack.

## Biografi

### Ungdom
Ståhlberg avlade 1926 studentexamen vid Göteborgs högre realläroverk, och studerade sedan vid Göteborgs högskola 1926–1927.

### Karriär

#### Sverige
Ståhlberg började tävlingsspela i hemorten Surtes schacksällskap, som han också var med att bilda, och deltog i sin första SM-tävling 1925.
Han vann landslagsklassen i svenska mästerskapet 1927, 1929 och 1936, och blev även nordisk mästare 1929. På den tiden avgjordes svenska mästerskapet genom matchspel snarare än turneringsspel som idag. Ståhlberg erövrade officiellt titeln 1929 genom att besegra Allan Nilsson med 3–0.

#### Internationellt
Sitt internationella genombrott fick han 1933 och 1934 genom matchsegrar respektive år mot de kända stormästarna Rudolf Spielmann och Aaron Nimzowitsch. Han inbjöds därefter till flera starka internationella turneringar under 1930-talet och deltog i dem med gott resultat. Under schackolympiaden i Buenos Aires 1939 bröt andra världskriget ut, och Ståhlberg stannade i Argentina till 1948, där han livnärde sig som professionell schackspelare, instruktör och författare. Under denna period vann han åtskilliga turneringar. 
För år 1948 har hans (inofficiella) historiska Elo-rating beräknats till 2 762, vilket innebär att han var den tredje starkaste spelaren det året (efter Michail Botvinnik och Miguel Najdorf). Efter att ha återvänt till Sverige samma år presterade han till en början mycket goda resultat och kvalificerade sig bland annat till kandidatturneringerna i Budapest 1950 och Zürich 1953. Ingen annan svensk har någonsin nått så långt i schackets VM-cykel. Ståhlberg betraktas tillsammans med Ulf Andersson som Sveriges starkaste schackspelare någonsin. Från 1951 var Ståhlberg domare inom världsschackförbundet FIDE.

### Familj
Uppvuxen i Surte utanför Göteborg, fadern var förvaltare och modern sjuksköterska. Han hade tre syskon, två bröder och en syster. Ståhlberg var 1950–1960 gift med Karin Ståhlberg, bokhandelsmedhjälpare, med vilken han fick en dotter, Carin Ståhlberg (journalist på DN).

### Död
Gideon Ståhlberg dog i maj 1967 vid 59 års ålder strax innan han skulle spela sitt första parti i October Revolution 50 turneringen i Leningrad.. Han ligger begravd på Surte kyrkogård utanför Göteborg.

## Böcker
Ståhlberg skrev flera schackböcker, den kanske mest kända är I kamp med världseliten som kom ut 1958. Noteras bör även ett par böcker som författades direkt på spanska under vistelsen i Argentina: en spelöppningsmonografi om damgambit och ett porträtt av José Raúl Capablanca, vilken 1939 förlänade honom smeknamnet El leon Sueco ('Det svenska lejonet'). 

## Bridge
Ståhlberg var även en mycket stark bridgespelare på amatörnivå, och överhuvudtaget lidelsefullt intresserad av hasardspel och sannolikhetskalkyler.